# 골드글러브
러울링 골드글러브(영어: Rawlings Gold Glove Award)은 약자로 골드글러브라고도 부르며, 미국 메이저 리그에서 주최하는 각 포지션별 최고의 선수에게 시상하는 시상식이다.
일본, 대한민국과는 달리 수비력만 평가하여 시상을 하는 시상식인데 공격력으로는 실버 슬러거 상에서 시상을 한다. 1957년에는 양대리그 통합으로 진행되다가 1958년부터 아메리칸 리그와 내셔널 리그로 분류되어 시상식이 실시되었다.

## 역대 수상자 명단

### 아메리칸 리그
| 연도 | 1루수                                 | 2루수                           | 3루수                            | 유격수                          | 외야수                         | 외야수                           | 외야수                       | 외야수                      | 포수                       | 투수                                             | 유틸리티                     |
| ---- | ------------------------------------- | ------------------------------- | -------------------------------- | ------------------------------- | ------------------------------ | -------------------------------- | ---------------------------- | --------------------------- | -------------------------- | ------------------------------------------------ | ---------------------------- |
| 1957 | 길 호제스 (다저스)                    | 닐레 폭스 (화이트 삭스)         | 프랭크 맬존 (레드 삭스)          | 로이 맥밀런 (레즈)              | 윌리에 마이스 (자이언츠)       | 미니에 미네소 (화이트 삭스)      | 알 캘라인 (타이거스)         |                             | 셰름 롤라 (화이트 삭스)    | 바비 샨츠 (양키스)                               |                              |
| 1958 | 빅 파워 (인디언스)                    | 프랭크 볼링 (타이거스)          | 프랭크 맬존 (레드 삭스)          | 루이스 아파라시오 (화이트 삭스) | 짐 피어솔 (레드 삭스)          | 놈 시번 (양키스)                 | 알 캘라인 (타이거스)         |                             | 셰름 롤라 (화이트 삭스)    | 바비 샨츠 (양키스)                               |                              |
| 1959 | 빅 파워 (인디언스)                    | 넬리 폭스 (화이트 삭스)         | 프랭크 맬존 (레드 삭스)          | 루이스 아파라시오 (화이트 삭스) | 미니에 미네소 (화이트 삭스)    | 알 캘라인 (타이거스)             | 재키 잰슨 (레드 삭스)        |                             | 셰름 롤라 (화이트 삭스)    | 바비 샨츠 (양키스)                               |                              |
| 1960 | 빅 파워 (인디언스)                    | 넬리 폭스 (화이트 삭스)         | 브룩스 로빈슨 (오리올스)         | 루이스 아파라시오 (화이트 삭스) | 로저 매리스 (양키스)           | 미니에 미네소 (화이트 삭스)      | 짐 랜디스 (화이트 삭스)      |                             | 얼 배티 (새너터스)         | 바비 샨츠 (양키스)                               |                              |
| 1961 | 빅 파워 (인디언스)                    | 바비 리처드슨 (양키스)          | 브룩스 로빈슨 (오리올스)         | 루이스 아파라시오 (화이트 삭스) | 짐 피어솔 (인디언스)           | 짐 랜디스 (화이트 삭스)          | 알 캘라인 (타이거스)         |                             | 얼 배티 (트윈스)           | 프랭크 래리 (타이거스)                           |                              |
| 1962 | 빅 파워 (트윈스)                      | 바비 리처드슨 (양키스)          | 브룩스 로빈슨 (오리올스)         | 루이스 아파라시오 (화이트 삭스) | 짐 랜디스 (화이트 삭스)        | 알 캘라인 (타이거스)             | 미키 맨틀 (양키스)           |                             | 얼 배티 (트윈스)           | 짐 카트 (트윈스)                                 |                              |
| 1963 | 빅 파워 (트윈스)                      | 바비 리처드슨 (양키스)          | 브룩스 로빈슨 (오리올스)         | 조일로 베르사제스 (트윈스)      | 칼 야스트렘스키 (레드 삭스)    | 짐 랜디스 (화이트 삭스)          | 알 캘라인 (타이거스)         |                             | 엘스턴 하워드 (양키스)     | 짐 카트 (트윈스)                                 |                              |
| 1964 | 빅 파워 (트윈스/에인절스)             | 바비 리처드슨 (양키스)          | 브룩스 로빈슨 (오리올스)         | 루이스 아파라시오 (오리올스)    | 빅 다발리오 (인디언스)         | 짐 랜디스 (화이트 삭스)          | 알 캘라인 (타이거스)         |                             | 엘스턴 하워드 (양키스)     | 짐 카트 (트윈스)                                 |                              |
| 1965 | 조 페피톤 (양키스)                    | 바비 리처드슨 (양키스)          | 브룩스 로빈슨 (오리올스)         | 조일로 베르사제스 (트윈스)      | 톰 트레쉬 (양키스)             | 칼 야스트렘스키 (레드 삭스)      | 알 캘라인 (타이거스)         |                             | 빌 프리핸 (타이거스)       | 짐 카트 (트윈스)                                 |                              |
| 1966 | 조 페피톤 (양키스)                    | 바비 노프 (에인절스)            | 브룩스 로빈슨 (오리올스)         | 루이스 아파라시오 (오리올스)    | 토니 올리바 (트윈스)           | 토미 에이지 (화이트 삭스)        | 알 캘라인 (타이거스)         |                             | 빌 프리핸 (타이거스)       | 짐 카트 (트윈스)                                 |                              |
| 1967 | 조지 스콧 (레드 삭스)                 | 바비 노프 (에인절스)            | 브룩스 로빈슨 (오리올스)         | 짐 프레고시 (에인절스)          | 폴 블레어 (오리올스)           | 칼 야스트렘스키 (레드 삭스)      | 알 캘라인 (타이거스)         |                             | 빌 프리핸 (타이거스)       | 짐 카트 (트윈스)                                 |                              |
| 1968 | 조지 스콧 (레드 삭스)                 | 바비 노프 (에인절스)            | 브룩스 로빈슨 (오리올스)         | 루이스 아파라시오 (화이트 삭스) | 미키 스탠리 (타이거스)         | 칼 야스트렘스키 (레드 삭스)      | 레지 스미스 (레드 삭스)      |                             | 빌 프리핸 (타이거스)       | 짐 카트 (트윈스)                                 |                              |
| 1969 | 조 페피톤 (양키스)                    | 데이비 존슨 (오리올스)          | 브룩스 로빈슨 (오리올스)         | 마크 벨란저 (오리올스)          | 미키 스탠리 (타이거스)         | 폴 블레어 (오리올스)             | 칼 야스트렘스키 (레드 삭스)  |                             | 빌 프리핸 (타이거스)       | 짐 카트 (트윈스)                                 |                              |
| 1970 | 짐 스펜서 (에인절스)                  | 데이비 존슨 (오리올스)          | 브룩스 로빈슨 (오리올스)         | 루이스 아파라시오 (화이트 삭스) | 미키 스탠리 (타이거스)         | 폴 블레어 (오리올스)             | 켄 베리 (화이트 삭스)        |                             | 레이 포세 (인디언스)       | 짐 카트 (트윈스)                                 |                              |
| 1971 | 조지 스콧 (레드 삭스)                 | 데이비 존슨 (오리올스)          | 브룩스 로빈슨 (오리올스)         | 마크 벨란저 (오리올스)          | 폴 블레어 (오리올스)           | 칼 야스트렘스키 (레드 삭스)      | 아모스 오티스 (로열스)       |                             | 레이 포세 (인디언스)       | 짐 카트 (트윈스)                                 |                              |
| 1972 | 조지 스콧 (브루어스)                  | 더그 그리핀 (레드 삭스)         | 브룩스 로빈슨 (오리올스)         | 에드 브링크만 (타이거스)        | 바비 머서 (양키스)             | 폴 블레어 (오리올스)             | 켄 베리 (에인절스)           |                             | 칼튼 피스크 (레드 삭스)    | 짐 카트 (트윈스)                                 |                              |
| 1973 | 조지 스콧 (브루어스)                  | 바비 그리치 (오리올스)          | 브룩스 로빈슨 (오리올스)         | 마크 벨란저 (오리올스)          | 미키 스탠리 (타이거스)         | 폴 블레어 (오리올스)             | 아모스 오티스 (로열스)       |                             | 서먼 먼슨 (양키스)         | 짐 카트 (트윈스/화이트 삭스)                     |                              |
| 1974 | 조지 스콧 (브루어스)                  | 바비 그리치 (오리올스)          | 브룩스 로빈슨 (오리올스)         | 마크 벨란저 (오리올스)          | 조 루디 (애슬레틱스)           | 폴 블레어 (오리올스)             | 아모스 오티스 (로열스)       |                             | 서먼 먼슨 (양키스)         | 짐 카트 (화이트 삭스)                            |                              |
| 1975 | 조지 스콧 (브루어스)                  | 바비 그리치 (오리올스)          | 브룩스 로빈슨 (오리올스)         | 마크 벨란저 (오리올스)          | 조 루디 (애슬레틱스)           | 폴 블레어 (오리올스)             | 프레드 린 (레드 삭스)        |                             | 서먼 먼슨 (양키스)         | 짐 카트 (화이트 삭스)                            |                              |
| 1976 | 조지 스콧 (브루어스)                  | 바비 그리치 (오리올스)          | 아우렐리오 로드리게스 (타이거스) | 마크 벨란저 (오리올스)          | 조 루디 (애슬레틱스)           | 릭 매닝 (인디언스)               | 드와이트 에반스 (레드 삭스)  |                             | 짐 선드버그 (레인저스)     | 짐 파머 (오리올스)                               |                              |
| 1977 | 짐 스펜서 (화이트 삭스)               | 프랭크 화이트 (로열스)          | 그레이그 네틀스 (양키스)         | 마크 벨란저 (오리올스)          | 후안 베니케즈 (레인저스)       | 칼 야스트렘스키 (레드 삭스)      | 알 코웬스 (로열스)           |                             | 짐 선드버그 (레인저스)     | 짐 파머 (오리올스)                               |                              |
| 1978 | 크리스 챔블리스 (양키스)              | 프랭크 화이트 (로열스)          | 그레이그 네틀스 (양키스)         | 마크 벨란저 (오리올스)          | 릭 밀러 (에인절스)             | 프레드 린 (레드 삭스)            | 드와이트 에반스 (레드 삭스)  |                             | 짐 선드버그 (레인저스)     | 짐 파머 (오리올스)                               |                              |
| 1979 | 세실 쿠퍼 (브루어스)                  | 프랭크 화이트 (로열스)          | 버디 벨 (레인저스)               | 마크 벨란저 (오리올스)          | 식스토 레즈카노 (브루어스)     | 프레드 린 (레드 삭스)            | 드와이트 에반스 (레드 삭스)  |                             | 짐 선드버그 (레인저스)     | 짐 파머 (오리올스)                               |                              |
| 1980 | 세실 쿠퍼 (브루어스)                  | 프랭크 화이트 (로열스)          | 버디 벨 (레인저스)               | 앨런 트라멜 (타이거스)          | 윌리 윌슨 (로열스)             | 드웨인 머피 (애슬레틱스)         | 프레드 린 (레드 삭스)        |                             | 짐 선드버그 (레인저스)     | 마이크 노리스 (애슬레틱스)                       |                              |
| 1981 | 마이크 스콰이어스 (화이트 삭스)       | 프랭크 화이트 (로열스)          | 버디 벨 (레인저스)               | 앨런 트라멜 (타이거스)          | 리키 핸더슨 (애슬레틱스)       | 드웨인 머피 (애슬레틱스)         | 드와이트 에반스 (레드 삭스)  |                             | 짐 선드버그 (레인저스)     | 마이크 노리스 (애슬레틱스)                       |                              |
| 1982 | 에디 머레이 (오리올스)                | 프랭크 화이트 (로열스)          | 버디 벨 (레인저스)               | 로빈 욘트 (브루어스)            | 데이브 윈필드 (양키스)         | 드웨인 머피 (애슬레틱스)         | 드와이트 에반스 (레드 삭스)  |                             | 밥 분 (에인절스)           | 론 기드리 (양키스)                               |                              |
| 1983 | 에디 머레이 (오리올스)                | 루 휘태커 (타이거스)            | 버디 벨 (레인저스)               | 앨런 트라멜 (타이거스)          | 데이브 윈필드 (양키스)         | 드웨인 머피 (애슬레틱스)         | 드와이트 에반스 (레드 삭스)  |                             | 랜스 패리쉬 (타이거스)     | 론 기드리 (양키스)                               |                              |
| 1984 | 에디 머레이 (오리올스)                | 루 휘태커 (타이거스)            | 버디 벨 (레인저스)               | 앨런 트라멜 (타이거스)          | 데이브 윈필드 (양키스)         | 드웨인 머피 (애슬레틱스)         | 드와이트 에반스 (레드 삭스)  |                             | 랜스 패리쉬 (타이거스)     | 론 기드리 (양키스)                               |                              |
| 1985 | 돈 매팅리 (양키스)                    | 루 휘태커 (타이거스)            | 조지 브렛 (로열스)               | 알프레도 그리핀 (애슬레틱스)    | 게리 페티스 (에인절스)         | 데이브 윈필드 (양키스)           | 드웨인 머피 (애슬레틱스)     | 드와이트 에반스 (레드 삭스) | 랜스 패리쉬 (타이거스)     | 론 기드리 (양키스)                               |                              |
| 1986 | 돈 매팅리 (양키스)                    | 프랭크 화이트 (로열스)          | 게리 가이에티 (트윈스)           | 토니 페르난데스 (블루 제이스)   | 게리 페티스 (에인절스)         | 커비 퍼켓 (트윈스)               | 제시 바필드 (블루 제이스)    |                             | 밥 분 (에인절스)           | 론 기드리 (양키스)                               |                              |
| 1987 | 돈 매팅리 (양키스)                    | 프랭크 화이트 (로열스)          | 게리 가이에티 (트윈스)           | 토니 페르난데스 (블루 제이스)   | 커비 퍼켓 (트윈스)             | 데이브 윈필드 (양키스)           | 제시 바필드 (블루 제이스)    |                             | 밥 분 (에인절스)           | 마크 랭스톤 (매리너스)                           |                              |
| 1988 | 돈 매팅리 (양키스)                    | 해롤드 레이놀즈 (매리너스)      | 게리 가이에티 (트윈스)           | 토니 페르난데스 (블루 제이스)   | 게리 페티스 (타이거스)         | 데본 화이트 (에인절스)           | 커비 퍼켓 (트윈스)           |                             | 밥 분 (에인절스)           | 마크 랭스톤 (매리너스)                           |                              |
| 1989 | 돈 매팅리 (양키스)                    | 해롤드 레이놀즈 (매리너스)      | 게리 가이에티 (트윈스)           | 토니 페르난데스 (블루 제이스)   | 게리 페티스 (타이거스)         | 데본 화이트 (에인절스)           | 커비 퍼켓 (트윈스)           |                             | 밥 분 (로열스)             | 브렛 세이버하겐 (로열스)                         |                              |
| 1990 | 마크 맥과이어 (애슬레틱스)            | 해롤드 레이놀즈 (매리너스)      | 켈리 그루버 (블루 제이스)        | 아지 기옌 (화이트 삭스)         | 게리 페티스 (레인저스)         | 켄 그리피 주니어 (매리너스)      | 엘리스 벅스 (레드 삭스)      |                             | 샌디 알로마 (인디언스)     | 마이크 보디커 (레드 삭스)                        |                              |
| 1991 | 돈 매팅리 (양키스)                    | 로베르토 알로마 (블루 제이스)   | 로빈 벤추라 (화이트 삭스)        | 칼 립켄 주니어 (오리올스)       | 데본 화이트 (블루 제이스)      | 커비 퍼켓 (트윈스)               | 켄 그리피 주니어 (매리너스)  |                             | 토니 페냐 (레드 삭스)      | 마크 랭스톤 (에인절스)                           |                              |
| 1992 | 돈 매팅리 (양키스)                    | 로베르토 알로마 (블루 제이스)   | 로빈 벤추라 (화이트 삭스)        | 칼 립켄 주니어 (오리올스)       | 데본 화이트 (블루 제이스)      | 커비 퍼켓 (트윈스)               | 켄 그리피 주니어 (매리너스)  |                             | 이반 로드리게스 (레인저스) | 마크 랭스톤 (에인절스)                           |                              |
| 1993 | 돈 매팅리 (양키스)                    | 로베르토 알로마 (블루 제이스)   | 로빈 벤추라 (화이트 삭스)        | 오마 비즈켈 (매리너스)          | 데본 화이트 (블루 제이스)      | 케니 로프턴 (인디언스)           | 켄 그리피 주니어 (매리너스)  |                             | 이반 로드리게스 (레인저스) | 마크 랭스톤 (에인절스)                           |                              |
| 1994 | 돈 매팅리 (양키스)                    | 로베르토 알로마 (블루 제이스)   | 웨이드 보그스 (양키스)           | 오마 비즈켈 (인디언스)          | 데본 화이트 (블루 제이스)      | 케니 로프턴 (인디언스)           | 켄 그리피 주니어 (매리너스)  |                             | 이반 로드리게스 (레인저스) | 마크 랭스톤 (에인절스)                           |                              |
| 1995 | J.T. 스노우 (에인절스)                | 로베르토 알로마 (블루 제이스)   | 웨이드 보그스 (양키스)           | 오마 비즈켈 (인디언스)          | 데본 화이트 (블루 제이스)      | 케니 로프턴 (인디언스)           | 켄 그리피 주니어 (매리너스)  |                             | 이반 로드리게스 (레인저스) | 마크 랭스톤 (에인절스)                           |                              |
| 1996 | J.T. 스노우 (에인절스)                | 로베르토 알로마 (오리올스)      | 로빈 벤추라 (화이트 삭스)        | 오마 비즈켈 (인디언스)          | 케니 로프턴 (인디언스)         | 켄 그리피 주니어 (매리너스)      | 제이 뷰너 (매리너스)         |                             | 이반 로드리게스 (레인저스) | 마이크 무시나 (오리올스)                         |                              |
| 1997 | 라파엘 팔메이로 (오리올스)            | 척 노블락 (트윈스)              | 맷 윌리엄스 (인디언스)           | 오마 비즈켈 (인디언스)          | 짐 에드몬즈 (에인절스)         | 버니 윌리엄스 (양키스)           | 켄 그리피 주니어 (매리너스)  |                             | 이반 로드리게스 (레인저스) | 마이크 무시나 (오리올스)                         |                              |
| 1998 | 라파엘 팔메이로 (오리올스)            | 로베르토 알로마 (오리올스)      | 로빈 벤추라 (화이트 삭스)        | 오마 비즈켈 (인디언스)          | 짐 에드몬즈 (에인절스)         | 버니 윌리엄스 (양키스)           | 켄 그리피 주니어 (매리너스)  |                             | 이반 로드리게스 (레인저스) | 마이크 무시나 (오리올스)                         |                              |
| 1999 | 라파엘 팔메이로 (레인저스)            | 로베르토 알로마 (인디언스)      | 스캇 브로셔스 (양키스)           | 오마 비즈켈 (인디언스)          | 버니 윌리엄스 (양키스)         | 켄 그리피 주니어 (매리너스)      | 숀 그린 (블루 제이스)        |                             | 이반 로드리게스 (레인저스) | 마이크 무시나 (오리올스)                         |                              |
| 2000 | 존 올러루드 (매리너스)                | 로베르토 알로마 (인디언스)      | 트래비스 프라이맨 (인디언스)     | 오마 비즈켈 (인디언스)          | 저메인 다이 (로열스)           | 버니 윌리엄스 (양키스)           | 대런 얼스테드 (에인절스)     |                             | 이반 로드리게스 (레인저스) | 케니 로저스 (레인저스)                           |                              |
| 2001 | 덕 민케이비츠 (트윈스)                | 로베르토 알로마 (인디언스)      | 에릭 차베스 (애슬레틱스)         | 오마 비즈켈 (인디언스)          | 토리 헌터 (트윈스)             | 마이크 캐머런 (매리너스)         | 스즈키 이치로 (매리너스)     |                             | 이반 로드리게스 (레인저스) | 마이크 무시나 (양키스)                           |                              |
| 2002 | 존 올러루드 (매리너스)                | 브렛 분 (매리너스)              | 에릭 차베스 (애슬레틱스)         | 알렉스 로드리게스 (매리너스)    | 마이크 캐머런 (매리너스)       | 스즈키 이치로 (매리너스)         | 대런 얼스테드 (에인절스)     |                             | 벤지 몰리나 (에인절스)     | 케니 로저스 (레인저스)                           |                              |
| 2003 | 존 올러루드 (매리너스)                | 브렛 분 (매리너스)              | 에릭 차베스 (애슬레틱스)         | 알렉스 로드리게스 (매리너스)    | 토리 헌터 (트윈스)             | 마이크 캐머런 (매리너스)         | 스즈키 이치로 (매리너스)     |                             | 벤지 몰리나 (에인절스)     | 마이크 무시나 (양키스)                           |                              |
| 2004 | 대런 얼스테드 (에인절스)              | 브렛 분 (매리너스)              | 에릭 차베스 (애슬레틱스)         | 데릭 지터 (양키스)              | 버논 웰스 (블루 제이스)        | 토리 헌터 (트윈스)               | 스즈키 이치로 (매리너스)     |                             | 이반 로드리게스 (타이거스) | 케니 로저스 (레인저스)                           |                              |
| 2005 | 마크 테세이라 (레인저스)              | 올랜도 허드슨 (블루 제이스)     | 에릭 차베스 (애슬레틱스)         | 데릭 지터 (양키스)              | 버논 웰스 (블루 제이스)        | 토리 헌터 (트윈스)               | 스즈키 이치로 (매리너스)     |                             | 제이슨 배리텍 (레드 삭스)  | 케니 로저스 (레인저스)                           |                              |
| 2006 | 마크 테세이라 (레인저스)              | 마크 그루질라넥 (로열스)        | 에릭 차베스 (애슬레틱스)         | 데릭 지터 (양키스)              | 버논 웰스 (블루 제이스)        | 토리 헌터 (트윈스)               | 스즈키 이치로 (매리너스)     |                             | 이반 로드리게스 (타이거스) | 케니 로저스 (타이거스)                           |                              |
| 2007 | 케빈 유킬리스 (레드 삭스)             | 플라시도 폴랑코 (타이거스)      | 아드리안 벨트레 (매리너스)       | 올랜도 카브레라 (에인절스)      | 토리 헌터 (트윈스)             | 스즈키 이치로 (매리너스)         | 그래디 사이즈모어 (인디언스) |                             | 이반 로드리게스 (타이거스) | 요한 산타나 (트윈스)                             |                              |
| 2008 | 카를로스 페냐 (레이스)                | 더스틴 페드로이아 (레드 삭스)   | 아드리안 벨트레 (매리너스)       | 마이클 영 (레인저스)            | 토리 헌터 (에인절스)           | 스즈키 이치로 (매리너스)         | 그래디 사이즈모어 (인디언스) |                             | 조 마우어 (트윈스)         | 마이크 무시나 (양키스)                           |                              |
| 2009 | 마크 테세이라 (양키스)                | 플라시도 폴랑코 (타이거스)      | 에번 롱고리아 (레이스)           | 데릭 지터 (양키스)              | 토리 헌터 (에인절스)           | 스즈키 이치로 (매리너스)         | 애덤 존스 (오리올스)         |                             | 조 마우어 (트윈스)         | 마크 벌리 (화이트 삭스)                          |                              |
| 2010 | 마크 테세이라 (양키스)                | 로빈슨 카노 (양키스)            | 에번 롱고리아 (레이스)           | 데릭 지터 (양키스)              | 스즈키 이치로 (매리너스)       | 프랭클린 구티에레즈 (매리너스)   | 칼 크로포드 (레이스)         |                             | 조 마우어 (트윈스)         | 마크 벌리 (화이트 삭스)                          |                              |
| 2011 | 아드리안 곤살레스 (레드 삭스)         | 더스틴 페드로이아 (레드 삭스)   | 아드리안 벨트레 (레인저스)       | 에릭 아이바 (에인절스)          | 알렉스 고든 (로열스)           | 제이코비 엘스버리 (레드 삭스)    | 닉 마카키스 (오리올스)       |                             | 맷 위터스 (오리올스)       | 마크 벌리 (화이트 삭스)                          |                              |
| 2012 | 마크 테세이라 (양키스)                | 로빈슨 카노 (양키스)            | 아드리안 벨트레 (레인저스)       | J.J. 하디 (오리올스)            | 조쉬 레딕 (애슬레틱스)         | 알렉스 고든 (로열스)             | 애덤 존스 (오리올스)         |                             | 맷 위터스 (오리올스)       | 제레미 헬릭슨 (레이스) 제이크 피비 (화이트 삭스) |                              |
| 2013 | 에릭 호스머 (로열스)                  | 더스틴 페드로이아 (레드 삭스)   | 매니 마차도 (오리올스)           | J.J. 하디 (오리올스)            | 알렉스 고든 (로열스)           | 애덤 존스 (오리올스)             | 셰인 빅토리노 (레드 삭스)    |                             | 살바도르 페레스 (로열스)   | R.A. 디키 (블루 제이스)                          |                              |
| 2014 | 에릭 호스머 (로열스)                  | 더스틴 페드로이아 (레드 삭스)   | 카일 시거 (매리너스)             | J.J. 하디 (오리올스)            | 알렉스 고든 (로열스)           | 닉 마카키스 (오리올스)           | 애덤 존스 (오리올스)         |                             | 살바도르 페레스 (로열스)   | 댈러스 카이클 (애스트로스)                       |                              |
| 2015 | 에릭 호스머 (로열스)                  | 호세 알투베 (애스트로스)        | 매니 마차도 (오리올스)           | 알시데스 에스코바르 (로열스)    | 요에니스 세스페데스 (타이거스) | 콜 칼훈 (에인절스)               | 케빈 키어마이어 (레이스)     |                             | 살바도르 페레스 (로열스)   | 댈러스 카이클 (애스트로스)                       |                              |
| 2016 | 미치 모어랜드 (레인저스)              | 이언 킨슬러 (타이거스)          | 아드리안 벨트레 (레인저스)       | 프란시스코 린도어 (인디언스)    | 케빈 키어마이어 (레이스)       | 브렛 가드너 (양키스)             | 무키 베츠 (레드 삭스)        |                             | 살바도르 페레스 (로열스)   | 댈러스 카이클 (애스트로스)                       |                              |
| 2017 | 에릭 호스머 (로열스)                  | 브라이언 도저 (트윈스)          | 에번 롱고리아 (레이스)           | 안드렐톤 시몬스 (에인절스)      | 바이런 벅스턴 (트윈스)         | 알렉스 고든 (로열스)             | 무키 베츠 (레드 삭스)        |                             | 마틴 말도나도 (에인절스)   | 마커스 스트로먼 (블루 제이스)                    |                              |
| 2018 | 맷 올슨 (애슬레틱스)                  | 이언 킨슬러 (에인절스/레드삭스) | 맷 채프먼 (애슬레틱스)           | 안드렐톤 시몬스 (에인절스)      | 알렉스 고든 (로열스)           | 재키 브래들리 주니어 (레드 삭스) | 무키 베츠 (레드 삭스)        |                             | 살바도르 페레스 (로열스)   | 댈러스 카이클 (애스트로스)                       |                              |
| 2019 | 맷 올슨 (애슬레틱스)                  | 욜머 산체스 (화이트 삭스)       | 맷 채프먼 (애슬레틱스)           | 프란시스코 린도어 (인디언스)    | 알렉스 고든 (로열스)           | 케빈 키어마이어 (레이스)         | 무키 베츠 (레드 삭스)        |                             | 로베르토 페레스 (인디언스) | 마이크 리크 (매리너스)                           |                              |
| 2020 | 에반 화이트 (매리너스)                | 세자르 에르난데스 (인디언스)    | 아이재아 키너-팔레파 (레인저스)  | J.P. 크로포드 (매리너스)        | 알렉스 고든 (로열스)           | 루이스 로버트 (화이트삭스)       | 조이 갤로 (레인저스)         |                             | 로베르토 페레스 (인디언스) | 그리핀 캐닝 (에인절스)                           |                              |
| 2021 | 율리에스키 구리엘 (애스트로스)        | 마커스 세미엔 (블루제이스)      | 맷 채프먼 (애슬레틱스)           | 카를로스 코레아 (애스트로스)    | 마이클 A. 테일러 (로열스)      | 조이 갤로 (레인저스/양키스)      | 앤드류 베닌텐디 (로열스)     |                             | 션 머피 (애슬레틱스)       | 댈러스 카이클 (화이트 삭스)                      |                              |
| 2022 | 블라디미르 게레로 주니어 (블루제이스) | 안드레스 지메네즈 (가디언스)    | 라몬 유리아스 (오리올스)         | 제레미 페냐 (애스트로스)        | 카일 터커 (애스트로스)         | 마일스 스트로 (가디언스)         | 스티븐 콴 (가디언스)         |                             | 호세 트레비노 (양키스)     | 셰인 비버 (가디언스)                             | DJ 러메이휴 (양키스)         |
| 2023 | 내서니얼 로우 (레인저스)              | 안드레스 지메네즈 (가디언스)    | 맷 채프먼 (블루제이스)           | 앤서니 볼피 (양키스)            | 아돌리스 가르시아 (레인저스)   | 케빈 키어마이어 (블루제이스)     | 스티븐 콴 (가디언스)         |                             | 조나 헤임 (레인저스)       | 호세 베리오스 (블루제이스)                       | 마우리시오 듀본 (애스트로스) |

2022년시즌부터 유틸리티 플레이어 부문 신설

### 내셔널 리그
| 연도 | 1루수                                         | 2루수                          | 3루수                        | 유격수                       | 외야수                       | 외야수                              | 외야수                            | 외야수                   | 포수                             | 투수                            | 유틸리티                 |
| ---- | --------------------------------------------- | ------------------------------ | ---------------------------- | ---------------------------- | ---------------------------- | ----------------------------------- | --------------------------------- | ------------------------ | -------------------------------- | ------------------------------- | ------------------------ |
| 1957 | 길 호제스 (다저스)                            | 닐레 폭스 (화이트 삭스)        | 프랭크 맬존 (레드 삭스)      | 로이 맥밀런 (레즈)           | 윌리에 마이스 (자이언츠)     | 미니에 미네소 (화이트 삭스)         | 알 캘라인 (타이거스)              |                          | 셰름 롤라 (화이트 삭스)          | 바비 샨츠 (양키스)              |                          |
| 1958 | 길 호제스 (다저스)                            | 빌 매저로스키 (파이리츠)       | 켄 보이어 (카디널스)         | 로이 맥밀런 (레즈)           | 윌리에 마이스 (자이언츠)     | 행크 에런 (브레이브스)              | 프랭크 로빈슨 (레즈)              |                          | 델 크랜달 (브레이브스)           | 하비 해딕스 (레즈)              |                          |
| 1959 | 길 호제스 (다저스)                            | 찰리 닐 (다저스)               | 켄 보이어 (카디널스)         | 로이 맥밀런 (레즈)           | 윌리에 마이스 (자이언츠)     | 재키 브란트 (자이언츠)              | 행크 에런 (브레이브스)            |                          | 델 크랜달 (브레이브스)           | 하비 해딕스 (파이리츠)          |                          |
| 1960 | 빌 화이트 (카디널스)                          | 빌 매저로스키 (파이리츠)       | 켄 보이어 (카디널스)         | 어니 뱅크스 (컵스)           | 왈리 문 (다저스)             | 윌리에 마이스 (자이언츠)            | 행크 에런 (브레이브스)            |                          | 델 크랜달 (브레이브스)           | 하비 해딕스 (파이리츠)          |                          |
| 1961 | 빌 화이트 (카디널스)                          | 빌 매저로스키 (파이리츠)       | 켄 보이어 (카디널스)         | 마우리 윌스 (다저스)         | 윌리에 마이스 (자이언츠)     | 바다 핀슨 (레즈)                    | 로베르토 클레멘테 (파이리츠)      |                          | 존 로즈버러 (다저스)             | 바비 샨츠 (파이리츠)            |                          |
| 1962 | 빌 화이트 (카디널스)                          | 켄 럽스 (컵스)                 | 짐 대븐포트 (자이언츠)       | 마우리 윌스 (다저스)         | 윌리에 마이스 (자이언츠)     | 빌 비드런 (파이리츠)                | 로베르토 클레멘테 (파이리츠)      |                          | 델 크랜달 (브레이브스)           | 바비 샨츠 (애스트로스/카디널스) |                          |
| 1963 | 빌 화이트 (카디널스)                          | 빌 매저로스키 (파이리츠)       | 켄 보이어 (카디널스)         | 바비 와인 (필리스)           | 커트 플루드 (카디널스)       | 윌리에 마이스 (자이언츠)            | 로베르토 클레멘테 (파이리츠)      |                          | 자니 에드워즈 (레즈)             | 바비 샨츠 (카디널스)            |                          |
| 1964 | 빌 화이트 (카디널스)                          | 빌 매저로스키 (파이리츠)       | 켄 보이어 (카디널스)         | 바비 와인 (필리스)           | 커트 플루드 (카디널스)       | 윌리에 마이스 (자이언츠)            | 로베르토 클레멘테 (파이리츠)      |                          | 자니 에드워즈 (레즈)             | 바비 샨츠 (카디널스)            |                          |
| 1965 | 빌 화이트 (카디널스)                          | 빌 매저로스키 (파이리츠)       | 론 산토 (컵스)               | 레오 카르데나스 (레즈)       | 커트 플루드 (카디널스)       | 윌리에 마이스 (자이언츠)            | 로베르토 클레멘테 (파이리츠)      |                          | 조 토레 (브레이브스)             | 밥 깁슨 (카디널스)              |                          |
| 1966 | 빌 화이트 (필리스)                            | 빌 매저로스키 (파이리츠)       | 론 산토 (컵스)               | 진 앨리 (파이리츠)           | 커트 플루드 (카디널스)       | 윌리에 마이스 (자이언츠)            | 로베르토 클레멘테 (파이리츠)      |                          | 존 로즈버러 (다저스)             | 밥 깁슨 (카디널스)              |                          |
| 1967 | 웨스 파커 (다저스)                            | 빌 매저로스키 (파이리츠)       | 론 산토 (컵스)               | 진 앨리 (파이리츠)           | 커트 플루드 (카디널스)       | 윌리에 마이스 (자이언츠)            | 로베르토 클레멘테 (파이리츠)      |                          | 랜디 헌들리 (컵스)               | 밥 깁슨 (카디널스)              |                          |
| 1968 | 웨스 파커 (다저스)                            | 글렌 베케르트 (컵스)           | 론 산토 (컵스)               | 달 맥스빌 (카디널스)         | 커트 플루드 (카디널스)       | 윌리에 마이스 (자이언츠)            | 로베르토 클레멘테 (파이리츠)      |                          | 랜디 헌들리 (컵스)               | 밥 깁슨 (카디널스)              |                          |
| 1969 | 웨스 파커 (다저스)                            | 펠릭스 밀란 (브레이브스)       | 클리트 보이어 (브레이브스)   | 돈 케싱거 (컵스)             | 커트 플루드 (카디널스)       | 피트 로즈 (레즈)                    | 로베르토 클레멘테 (파이리츠)      |                          | 조니 벤치 (레즈)                 | 밥 깁슨 (카디널스)              |                          |
| 1970 | 웨스 파커 (다저스)                            | 토미 헴스 (레즈)               | 더그 레이더 (애스트로스)     | 돈 케싱거 (컵스)             | 피트 로즈 (레즈)             | 토미 에이지 (메츠)                  | 로베르토 클레멘테 (파이리츠)      |                          | 조니 벤치 (레즈)                 | 밥 깁슨 (카디널스)              |                          |
| 1971 | 웨스 파커 (다저스)                            | 토미 헴스 (레즈)               | 더그 레이더 (애스트로스)     | 버드 해럴슨 (메츠)           | 윌리 데이비스 (다저스)       | 로베르토 클레멘테 (파이리츠)        | 바비 본즈 (자이언츠)              |                          | 조니 벤치 (레즈)                 | 밥 깁슨 (카디널스)              |                          |
| 1972 | 웨스 파커 (다저스)                            | 펠릭스 밀란 (브레이브스)       | 더그 레이더 (애스트로스)     | 래리 보와 (필리스)           | 윌리 데이비스 (다저스)       | 로베르토 클레멘테 (파이리츠)        | 세자르 세데뇨 (애스트로스)        |                          | 조니 벤치 (레즈)                 | 밥 깁슨 (카디널스)              |                          |
| 1973 | 마이크 요르겐센 (엑스포스)                    | 조 모건 (레즈)                 | 더그 레이더 (애스트로스)     | 로저 메츠거 (애스트로스)     | 윌리 데이비스 (다저스)       | 세자르 세데뇨 (애스트로스)          | 바비 본즈 (자이언츠)              |                          | 조니 벤치 (레즈)                 | 밥 깁슨 (카디널스)              |                          |
| 1974 | 스티브 가비 (다저스)                          | 조 모건 (레즈)                 | 더그 레이더 (애스트로스)     | 데이브 콘셉시온 (레즈)       | 세자르 제로니모 (레즈)       | 세자르 세데뇨 (애스트로스)          | 바비 본즈 (자이언츠)              |                          | 조니 벤치 (레즈)                 | 앤디 메서스미스 (다저스)        |                          |
| 1975 | 스티브 가비 (다저스)                          | 조 모건 (레즈)                 | 켄 레이츠 (카디널스)         | 데이브 콘셉시온 (레즈)       | 세자르 제로니모 (레즈)       | 게리 매덕스 (자이언츠/필리스)       | 세자르 세데뇨 (애스트로스)        |                          | 조니 벤치 (레즈)                 | 앤디 메서스미스 (다저스)        |                          |
| 1976 | 스티브 가비 (다저스)                          | 조 모건 (레즈)                 | 마이크 슈미트 (필리스)       | 데이브 콘셉시온 (레즈)       | 세자르 제로니모 (레즈)       | 게리 매덕스 (필리스)                | 세자르 세데뇨 (애스트로스)        |                          | 조니 벤치 (레즈)                 | 짐 카트 (필리스)                |                          |
| 1977 | 스티브 가비 (다저스)                          | 조 모건 (레즈)                 | 마이크 슈미트 (필리스)       | 데이브 콘셉시온 (레즈)       | 세자르 제로니모 (레즈)       | 게리 매덕스 (필리스)                | 데이브 파커 (파이리츠)            |                          | 조니 벤치 (레즈)                 | 짐 카트 (필리스)                |                          |
| 1978 | 키스 에르난데스 (카디널스)                    | 데이비 로페즈 (다저스)         | 마이크 슈미트 (필리스)       | 래리 보와 (필리스)           | 게리 매덕스 (필리스)         | 엘리 발렌타인 (엑스포스)            | 데이브 파커 (파이리츠)            |                          | 밥 분 (필리스)                   | 필 니크로 (브레이브스)          |                          |
| 1979 | 키스 에르난데스 (카디널스)                    | 매니 트릴로 (필리스)           | 마이크 슈미트 (필리스)       | 데이브 콘셉시온 (레즈)       | 게리 매덕스 (필리스)         | 데이브 윈필드 (파드리스)            | 데이브 파커 (파이리츠)            |                          | 밥 분 (필리스)                   | 필 니크로 (브레이브스)          |                          |
| 1980 | 키스 에르난데스 (카디널스)                    | 더그 플린 (메츠)               | 마이크 슈미트 (필리스)       | 아지 스미스 (파드리스)       | 안드레 도슨 (엑스포스)       | 게리 매덕스 (필리스)                | 데이브 윈필드 (파드리스)          |                          | 게리 카터 (엑스포스)             | 필 니크로 (브레이브스)          |                          |
| 1981 | 키스 에르난데스 (카디널스)                    | 매니 트릴로 (필리스)           | 마이크 슈미트 (필리스)       | 아지 스미스 (파드리스)       | 안드레 도슨 (엑스포스)       | 게리 매덕스 (필리스)                | 더스티 베이커 (다저스)            |                          | 게리 카터 (엑스포스)             | 스티브 칼턴 (필리스)            |                          |
| 1982 | 키스 에르난데스 (카디널스)                    | 매니 트릴로 (필리스)           | 마이크 슈미트 (필리스)       | 아지 스미스 (카디널스)       | 안드레 도슨 (엑스포스)       | 게리 매덕스 (필리스)                | 데일 머피 (브레이브스)            |                          | 게리 카터 (엑스포스)             | 필 니크로 (브레이브스)          |                          |
| 1983 | 키스 에르난데스 (카디널스/메츠)               | 라인 샌드버그 (컵스)           | 마이크 슈미트 (필리스)       | 아지 스미스 (카디널스)       | 안드레 도슨 (엑스포스)       | 윌리 맥기 (카디널스)                | 데일 머피 (브레이브스)            |                          | 토니 페냐 (파이리츠)             | 필 니크로 (브레이브스)          |                          |
| 1984 | 키스 에르난데스 (메츠)                        | 라인 샌드버그 (컵스)           | 마이크 슈미트 (필리스)       | 아지 스미스 (카디널스)       | 안드레 도슨 (엑스포스)       | 데일 머피 (브레이브스)              | 밥 더니어 (컵스)                  |                          | 토니 페냐 (파이리츠)             | 호아킨 안두하르 (카디널스)      |                          |
| 1985 | 키스 에르난데스 (메츠)                        | 라인 샌드버그 (컵스)           | 팀 왈라치 (엑스포스)         | 아지 스미스 (카디널스)       | 안드레 도슨 (엑스포스)       | 윌리 맥기 (카디널스)                | 데일 머피 (브레이브스)            |                          | 토니 페냐 (파이리츠)             | 릭 레우쉘 (파이리츠)            |                          |
| 1986 | 키스 에르난데스 (메츠)                        | 라인 샌드버그 (컵스)           | 마이크 슈미트 (필리스)       | 아지 스미스 (카디널스)       | 윌리 맥기 (카디널스)         | 토니 그윈 (파드리스)                | 데일 머피 (브레이브스)            |                          | 조디 데이비스 (컵스)             | 페르난도 발렌수엘라 (다저스)    |                          |
| 1987 | 키스 에르난데스 (메츠)                        | 라인 샌드버그 (컵스)           | 테리 펜들튼 (카디널스)       | 아지 스미스 (카디널스)       | 안드레 도슨 (컵스)           | 에릭 데이비스 (레즈)                | 토니 그윈 (파드리스)              |                          | 마이크 라발리에르 (파이리츠)     | 릭 레우쉘 (파이리츠/자이언츠)   |                          |
| 1988 | 키스 에르난데스 (메츠)                        | 라인 샌드버그 (컵스)           | 팀 왈라치 (엑스포스)         | 아지 스미스 (카디널스)       | 안드레 도슨 (컵스)           | 에릭 데이비스 (레즈)                | 앤디 반 슬라이크 (파이리츠)       |                          | 베니토 산티아고 (파드리스)       | 오렐 허샤이저 (다저스)          |                          |
| 1989 | 안드레스 갈라라가 (엑스포스)                  | 라인 샌드버그 (컵스)           | 테리 펜들튼 (카디널스)       | 아지 스미스 (카디널스)       | 에릭 데이비스 (레즈)         | 앤디 반 슬라이크 (파이리츠)         | 토니 그윈 (파드리스)              |                          | 베니토 산티아고 (파드리스)       | 론 달링 (메츠)                  |                          |
| 1990 | 안드레스 갈라라가 (엑스포스)                  | 라인 샌드버그 (컵스)           | 팀 왈라치 (엑스포스)         | 아지 스미스 (카디널스)       | 배리 본즈 (파이리츠)         | 앤디 반 슬라이크 (파이리츠)         | 토니 그윈 (파드리스)              |                          | 베니토 산티아고 (파드리스)       | 그레그 매덕스 (컵스)            |                          |
| 1991 | 윌 클라크 (자이언츠)                          | 라인 샌드버그 (컵스)           | 맷 윌리엄스 (자이언츠)       | 아지 스미스 (카디널스)       | 배리 본즈 (파이리츠)         | 앤디 반 슬라이크 (파이리츠)         | 토니 그윈 (파드리스)              |                          | 톰 파뇨지 (카디널스)             | 그레그 매덕스 (컵스)            |                          |
| 1992 | 마크 그레이스 (컵스)                          | 호세 린드 (파이리츠)           | 테리 펜들튼 (브레이브스)     | 아지 스미스 (카디널스)       | 배리 본즈 (파이리츠)         | 앤디 반 슬라이크 (파이리츠)         | 래리 워커 (엑스포스)              |                          | 톰 파뇨지 (카디널스)             | 그레그 매덕스 (컵스)            |                          |
| 1993 | 마크 그레이스 (컵스)                          | 로비 톰슨 (자이언츠)           | 맷 윌리엄스 (자이언츠)       | 제이 벨 (파이리츠)           | 배리 본즈 (자이언츠)         | 래리 워커 (엑스포스)                | 마키스 그리섬 (엑스포스)          |                          | 커트 만워링 (자이언츠)           | 그레그 매덕스 (브레이브스)      |                          |
| 1994 | 제프 배그웰 (애스트로스)                      | 크레이그 비지오 (애스트로스)   | 맷 윌리엄스 (자이언츠)       | 배리 라킨 (레즈)             | 배리 본즈 (자이언츠)         | 다렌 루이스 (자이언츠)              | 마키스 그리섬 (엑스포스)          |                          | 톰 파뇨지 (카디널스)             | 그레그 매덕스 (브레이브스)      |                          |
| 1995 | 마크 그레이스 (컵스)                          | 크레이그 비지오 (애스트로스)   | 켄 캐미니티 (파드리스)       | 배리 라킨 (레즈)             | 라울 몬데시 (다저스)         | 스티브 핀리 (파드리스)              | 마키스 그리섬 (브레이브스)        |                          | 찰스 존슨 (말린스)               | 그레그 매덕스 (브레이브스)      |                          |
| 1996 | 마크 그레이스 (컵스)                          | 크레이그 비지오 (애스트로스)   | 켄 캐미니티 (파드리스)       | 배리 라킨 (레즈)             | 배리 본즈 (자이언츠)         | 스티브 핀리 (파드리스)              | 마키스 그리섬 (브레이브스)        |                          | 찰스 존슨 (말린스)               | 그레그 매덕스 (브레이브스)      |                          |
| 1997 | J.T. 스노우 (자이언츠)                        | 크레이그 비지오 (애스트로스)   | 켄 캐미니티 (파드리스)       | 레이 오도네즈 (메츠)         | 라울 몬데시 (다저스)         | 배리 본즈 (자이언츠)                | 래리 워커 (로키스)                |                          | 찰스 존슨 (말린스)               | 그레그 매덕스 (브레이브스)      |                          |
| 1998 | J.T. 스노우 (자이언츠)                        | 브렛 분 (레즈)                 | 스콧 롤렌 (필리스)           | 레이 오도네즈 (메츠)         | 배리 본즈 (자이언츠)         | 래리 워커 (로키스)                  | 앤드루 존스 (브레이브스)          |                          | 찰스 존슨 (말린스/다저스)        | 그레그 매덕스 (브레이브스)      |                          |
| 1999 | J.T. 스노우 (자이언츠)                        | 포키 리스 (레즈)               | 로빈 벤추라 (메츠)           | 레이 오도네즈 (메츠)         | 스티브 핀리 (다이아몬드백스) | 래리 워커 (로키스)                  | 앤드루 존스 (브레이브스)          |                          | 마이크 리버설 (필리스)           | 그레그 매덕스 (브레이브스)      |                          |
| 2000 | J.T. 스노우 (자이언츠)                        | 포키 리스 (레즈)               | 스콧 롤렌 (필리스)           | 네이피 페레즈 (로키스)       | 짐 에드몬즈 (카디널스)       | 스티브 핀리 (다이아몬드백스)        | 앤드루 존스 (브레이브스)          |                          | 마이크 매시니 (카디널스)         | 그레그 매덕스 (브레이브스)      |                          |
| 2001 | 토드 헬튼 (로키스)                            | 페르난도 비냐 (카디널스)       | 스콧 롤렌 (필리스)           | 올랜도 카브레라 (엑스포스)   | 짐 에드몬즈 (카디널스)       | 래리 워커 (로키스)                  | 앤드루 존스 (브레이브스)          |                          | 브래드 아스머스 (애스트로스)     | 그레그 매덕스 (브레이브스)      |                          |
| 2002 | 토드 헬튼 (로키스)                            | 페르난도 비냐 (카디널스)       | 스콧 롤렌 (필리스/카디널스)  | 에드가 렌테리아 (카디널스)   | 짐 에드몬즈 (카디널스)       | 래리 워커 (로키스)                  | 앤드루 존스 (브레이브스)          |                          | 브래드 아스머스 (애스트로스)     | 그레그 매덕스 (브레이브스)      |                          |
| 2003 | 데릭 리 (말린스)                              | 루이스 카스티요 (말린스)       | 스콧 롤렌 (카디널스)         | 에드가 렌테리아 (카디널스)   | 짐 에드몬즈 (카디널스)       | 호세 크루즈 (자이언츠)              | 앤드루 존스 (브레이브스)          |                          | 마이크 매시니 (카디널스)         | 마이크 햄튼 (브레이브스)        |                          |
| 2004 | 토드 헬튼 (로키스)                            | 루이스 카스티요 (말린스)       | 스콧 롤렌 (카디널스)         | 세자르 이즈투리스 (다저스)   | 짐 에드몬즈 (카디널스)       | 스티브 핀리 (다이아몬드백스/다저스) | 앤드루 존스 (브레이브스)          |                          | 마이크 매시니 (카디널스)         | 그레그 매덕스 (컵스)            |                          |
| 2005 | 데릭 리 (컵스)                                | 루이스 카스티요 (말린스)       | 마이크 로웰 (말린스)         | 오마 비즈켈 (자이언츠)       | 보비 아브레우 (필리스)       | 짐 에드몬즈 (카디널스)              | 앤드루 존스 (브레이브스)          |                          | 마이크 매시니 (자이언츠)         | 그레그 매덕스 (컵스)            |                          |
| 2006 | 앨버트 푸홀스 (카디널스)                      | 올랜드 허드슨 (다이아몬드백스) | 스콧 롤렌 (카디널스)         | 오마 비즈켈 (자이언츠)       | 마이크 카메론 (파드리스)     | 카를로스 벨트란 (메츠)              | 앤드루 존스 (브레이브스)          |                          | 브래드 아스머스 (애스트로스)     | 그레그 매덕스 (컵스/다저스)     |                          |
| 2007 | 데릭 리 (컵스)                                | 올랜드 허드슨 (다이아몬드백스) | 데이비드 라이트 (메츠)       | 지미 롤린스 (필리스)         | 에런 로완드 (필리스)         | 제프 프랑코어 (브레이브스)          | 카를로스 벨트란 (메츠)            | 앤드루 존스 (브레이브스) | 러셀 마틴 (다저스)               | 그레그 매덕스 (파드리스)        |                          |
| 2008 | 아드리안 곤살레스 (파드리스)                  | 브랜든 필립스 (레즈)           | 데이비드 라이트 (메츠)       | 지미 롤린스 (필리스)         | 네이트 맥클라우스 (파이리츠) | 카를로스 벨트란 (메츠)              | 셰인 빅토리노 (필리스)            |                          | 야디에르 몰리나 (카디널스)       | 그레그 매덕스 (파드리스)        |                          |
| 2009 | 아드리안 곤살레스 (파드리스)                  | 올랜도 허드슨 (다저스)         | 라이언 짐머맨 (내셔널스)     | 지미 롤린스 (필리스)         | 맷 켐프 (다저스)             | 마이클 본 (애스트로스)              | 셰인 빅토리노 (필리스)            |                          | 야디에르 몰리나 (카디널스)       | 애덤 웨인라이트 (카디널스)      |                          |
| 2010 | 앨버트 푸홀스 (카디널스)                      | 브랜든 필립스 (레즈)           | 스콧 롤렌 (레즈)             | 트로이 툴로위츠키 (로키스)   | 카를로스 곤잘레스 (로키스)   | 마이클 본 (애스트로스)              | 셰인 빅토리노 (필리스)            |                          | 야디에르 몰리나 (카디널스)       | 브론슨 아로요 (레즈)            |                          |
| 2011 | 조이 보토 (레즈)                              | 브랜든 필립스 (레즈)           | 플라시도 폴랑코 (필리스)     | 트로이 툴로위츠키 (로키스)   | 안드레 이디어 (다저스)       | 헤라르도 파라 (다이아몬드백스)      | 맷 켐프 (다저스)                  |                          | 야디에르 몰리나 (카디널스)       | 클레이턴 커쇼 (다저스)          |                          |
| 2012 | 애덤 라로쉬 (내셔널스)                        | 다윈 바니 (컵스)               | 체이스 헤들리 (파드리스)     | 지미 롤린스 (필리스)         | 카를로스 곤잘레스 (로키스)   | 앤드루 매커친 (파이리츠)            | 제이슨 헤이워드 (브레이브스)      |                          | 야디에르 몰리나 (카디널스)       | 마크 벌리 (말린스)              |                          |
| 2013 | 폴 골드슈미트 (다이아몬드백스)                | 브랜든 필립스 (레즈)           | 놀런 아레나도 (로키스)       | 안드렐톤 시몬스 (브레이브스) | 카를로스 곤잘레스 (로키스)   | 헤라르도 파라 (다이아몬드백스)      | 카를로스 고메즈 (브루어스)        |                          | 야디에르 몰리나 (카디널스)       | 애덤 웨인라이트 (카디널스)      |                          |
| 2014 | 아드리안 곤살레스 (다저스)                    | DJ 르메이휴 (로키스)           | 놀런 아레나도 (로키스)       | 안드렐톤 시몬스 (브레이브스) | 크리스천 옐리치 (말린스)     | 후안 라가레스 (메츠)                | 제이슨 헤이워드 (브레이브스)      |                          | 야디에르 몰리나 (카디널스)       | 잭 그레인키 (다저스)            |                          |
| 2015 | 폴 골드슈미트 (다이아몬드백스)                | 디 고든 (말린스)               | 놀런 아레나도 (로키스)       | 브랜던 크로퍼드 (자이언츠)   | 스탈링 마르테 (파이리츠)     | A.J. 폴록 (다이아몬드백스)          | 제이슨 헤이워드 (카디널스)        |                          | 야디에르 몰리나 (카디널스)       | 잭 그레인키 (다저스)            |                          |
| 2016 | 앤서니 리조 (컵스)                            | 조 패닉 (자이언츠)             | 놀런 아레나도 (로키스)       | 브랜던 크로퍼드 (자이언츠)   | 스탈링 마르테 (파이리츠)     | 엔더 인시아테 (브레이브스)          | 제이슨 헤이워드 (컵스)            |                          | 버스터 포지 (자이언츠)           | 잭 그레인키 (다이아몬드백스)    |                          |
| 2017 | 폴 골드슈미트 (다이아몬드백스)                | DJ 르메이휴 (로키스)           | 놀런 아레나도 (로키스)       | 브랜던 크로퍼드 (자이언츠)   | 마르셀 오즈나 (말린스)       | 엔더 인시아테 (브레이브스)          | 제이슨 헤이워드 (컵스)            |                          | 터커 반하르트 (레즈)             | 잭 그레인키 (다이아몬드백스)    |                          |
| 2018 | 프레디 프리먼 (브레이브스) 앤서니 리조 (컵스) | DJ 르메이휴 (로키스)           | 놀런 아레나도 (로키스)       | 닉 아메드 (다이아몬드백스)   | 닉 마카키스 (브레이브스)     | 코리 디커슨 (파이리츠)              | 엔더 인시아테 (브레이브스)        |                          | 야디에르 몰리나 (카디널스)       | 잭 그레인키 (다이아몬드백스)    |                          |
| 2019 | 앤서니 리조 (컵스)                            | 콜튼 웡 (카디널스)             | 놀런 아레나도 (로키스)       | 닉 아메드 (다이아몬드백스)   | 로렌조 케인 (브루어스)       | 코디 벨린저 (다저스)                | 데이비드 페랄타 (다이아몬드백스)  |                          | J.T. 리얼무토 (필리스)           | 잭 그레인키 (다이아몬드백스)    |                          |
| 2020 | 앤서니 리조 (컵스)                            | 콜튼 웡 (카디널스)             | 놀런 아레나도 (로키스)       | 하비에르 바에스 (컵스)       | 타일러 오닐 (카디널스)       | 트렌트 그리샴 (파드리스)            | 무키 베츠 (다저스)                |                          | 터커 반하르트 (레즈)             | 맥스 프리드 (브레이브스)        |                          |
| 2021 | 폴 골드슈미트 (카디널스)                      | 토미 에드먼 (카디널스)         | 놀런 아레나도 (카디널스)     | 브랜던 크로퍼드 (자이언츠)   | 타일러 오닐 (카디널스)       | 애덤 듀발 (말린스/브레이브스)       | 해리슨 베이더 (카디널스)          |                          | 제이콥 스탈링스 (파이리츠)       | 맥스 프리드 (브레이브스)        |                          |
| 2022 | 타이후안 워커 (다이아몬드백스)                | 브랜던 로저스 (로키스)         | 놀런 아레나도 (카디널스)     | 댄스비 스완슨 (브레이브스)   | 이안 햅 (컵스)               | 트렌트 그리샴 (파드리스)            | 무키 베츠 (다저스)                |                          | J.T. 리얼무토 (필리스)           | 맥스 프리드 (브레이브스)        | 브랜든 도노반 (카디널스) |
| 2023 | 타이후안 워커 (다이아몬드백스)                | 니코 호너 (컵스)               | 키브라이언 헤이스 (파이리츠) | 댄스비 스완슨 (컵스)         | 이안 햅 (컵스)               | 브렌튼 도일 (로키스)                | 페르난도 타티스 주니어 (파드리스) |                          | 가브리엘 모레노 (다이아몬드백스) | 잭 휠러 (필리스)                | 김하성 (파드리스)        |

- 2023년시즌부터 유틸리티 플레이어 부문 신설

## 같이 보기
- 실버 슬러거 상